# 멘에루아르주의 캉통
프랑스 멘에루아르주에는 총 13개의 캉통이 속해 있다. 2015년 3월 행정구역 총개편으로 인해 현재는 다음과 같이 설치되어 있다.
- 앙제르 1
- 앙제르 2
- 앙제르 3
- 앙제르 4
- 앙제르 5
- 앙제르 6
- 앙제르 7
- 보포르탕발레
- 보프레오
- 샬론쉬르루아르
- 슈밀레멜레
- 숄레 1
- 숄레 2
- 두에라퐁텐
- 롱게쥐멜
- 라폼라예
- 레퐁드세
- 생마르케앙모주
- 소뮈르
- 세그레
- 티에르세